# Expressway 100 (Südkorea)
Der Expressway 100  (kor. 수도권순환제1고속도로, zu Deutsch „Erste Ringautobahn in der Metropolregion Hauptstadt“) ist eine Schnellstraße in Südkorea. Die Straße ist eine 128 Kilometer lange Ringautobahn um die Hauptstadt Seoul. Die Nummerierung der 32 Autobahn-Ausfahrten beginnt an der Kreuzung Pangyo auf der Südseite der Stadt und verläuft dann gegen den Uhrzeigersinn um die Millionenstadt. Die Straße ist mautpflichtig.

## Straßenbeschreibung
Der Expressway 100 beginnt auf der Südseite von Seoul bei der Stadt Pangyo mit einer Kreuzung mit dem Expressway 1, der von Seoul nach Busan verläuft. Die Autobahn hat hier 2 × 4 Fahrspuren und biegt schnell nördlich ab, danach folgt die Mautstelle von Seongnam, einer Stadt mit einer Million Einwohnern. Neben der Autobahn verläuft eine lokale Straße mit 2 × 3 Fahrstreifen, wodurch sich 14 Spuren nebeneinander ergeben. Die Autobahn verläuft dann über ein Viadukt über die östlichen Vororte von Seoul und geht durch einen Tunnel durch einen Bergrücken mit 8 Spuren. Es kommt dann Abfahrt zur Stadt Hanam, wo der Expressway 35 startet und in Richtung Daejeon führt, eine der größten Städte in der Mitte des Landes.
Der Expressway 100 geht dann über einen Autobahnkreuz und läuft mit 2 × 5 Fahrspuren nach Richtung Norden. Ein wenig weiter folgt die Brücke über den Han-Fluss, die aus drei Teilen mit insgesamt 10 Spuren besteht. Im Norden folgt eine Mautstelle, danach folgt Guri, eine Stadt mit ca. 200.000 Einwohnern. Die Ringstraße biegt dann nach Westen ab und nimmt Seoul im Norden in einem relativ großen Bogen. Es sind auf diesem Abschnitt wenige Ausfahrten mit andern Straßen, obwohl mehrere geplant worden waren. Die Autobahn verengt sich nun auf 2 × 4 Fahrspuren und hat mehrere lange Tunnel durch die Berge nördlich von Seoul.
Durch die Incheon-Brücke wird zum zweiten Mal der Han-Fluss überquert und zwar auf der Westseite von Seoul. Auf dem Höhe des Gimpo International Airport ist eine Kreuzung mit dem Expressway 130, der Autobahn zum Incheon International Airport, der auf einer künstlichen Insel vor der Küste liegt. Die Autobahn hat auch 2 × 4 Fahrstreifen westlich von Seoul und entlang der Stadt Bucheon, einer Stadt mit 850.000 Einwohnern, die zwischen Seoul und Incheon liegt. Die Autobahn läuft mitten durch die Stadt mit vielen hohen Wohnhäusern auf beiden Seiten der Autobahn. Die Autobahn biegt hier in Richtung Osten ab und kreuzt im Südwesten von Seoul den Expressway 110.
Es kommt nun einem halb-städtischen Gebiet mit einigen Hügeln und Wäldern, obwohl große Städte nicht weit entfernt sind. Auch hier sind 2 × 4 Fahrspuren. Nördlich von Ansan ist eine Kreuzung mit dem Expressway 15, einer Autobahn von Seoul nach Gwangju. Es kommen dann noch ein paar Tunnel und einer Reihe von Viadukten, durch ein enges Tal, wo sich die  südlichen Vororte von Seoul befinden. In Anyang ist eine Kreuzung mit der Bezirksstraße 309, einer Straße von Anyang nach Suwon, einer Stadt südlich von Seoul. Unweit davon kehrt der Expressway 100 wieder zu seinem Ausgangspunkt zurück.

## Geschichte
Der Bau der Umgehungsstraße von Seoul begann in den späten 80er Jahren, mit dem Bau der Kreuzung bei Pangyo mit dem Expressway 1 im Jahr 1988. 1987 wurde der Expressway 35 im Osten von Seoul eröffnet, von dem später ein Abschnitt Teil des Expressway 100 wurde. Am 29. November 1991 wurde der erste Teil des Expressway 100 südöstliche zwischen Pangyo und Henam eröffnet, der die Strecke zwischen dem Expressway 1 und dem Expressway 35 ist. Am 10. Dezember 1992 eröffnete ein zweiter Abschnitt zwischen Incheon und Namyangju im Nordwesten der Stadt. Am 20. Juli 1995 eröffnete ein kleines Stück westlich von Pangyo auf der Südseite von Seoul und die Autobahn wurde um eine weitere Ausfahrt nach Westen erweitert. Am 3. November 1997 eröffnet einen Abschnitt im Westen von Seoul, womit die Ringautobahn auf der südwestlichen Seite geschlossen war.
Da Seoul in der Nähe der Grenze zu Nordkorea liegt und es dazwischen keine größeren Städte oder Hauptstraßen gibt, wurde der Bau des nördlichen Teils des Rings erst später beendet. Am 28. Dezember 2007 eröffnete der letzte nördliche Teil der Autobahn, wodurch die Ringstraße fertiggestellt wurde.

## Daten der Autobahn
| von         | nach        | Länge    | Datum      |
| ----------- | ----------- | -------- | ---------- |
| Hanam       | Gangil      | 05,7 km  | 03.12.1987 |
| Pangyo      | Hanam       | 19,2 km  | 29.11.1991 |
| Gangil      | Namyangju   | 03,4 km  | 29.11.1991 |
| Namyangju   | Guri        | 02,0 km  | 10.12.1992 |
| Guri        | Toegyewon   | 02,8 km  | 31.12.1993 |
| Hagui       | Pangyo      | 08,8 km  | 20.07.1995 |
| Sanbon      | Hagui       | 06,6 km  | 28.12.1995 |
| Jayuro      | Gimpo       | 03,2 km  | 03.11.1997 |
| Seoun       | Jangsu      | 07,1 km  | 25.11.1998 |
| Gimpo       | Seoun       | 08,6 km  | 26.11.1999 |
| Jangsu      | Sanbon      | 21,5 km  | 26.11.1999 |
| Ilsan       | Jayuro      | 02,2 km  | 27.09.2001 |
| Songchu     | Ilsan       | 18,8 km  | 29.06.2006 |
| Toegyewon   | Uijeong     | 09,5 km  | 29.06.2006 |
| Uijeong     | Sangchu     | 07,8 km  | 28.12.2007 |
| Gesamtlänge | Gesamtlänge | 127,2 km |            |

## Verkehrsaufkommen
Es liegen keine Daten vor.

## Ausbau der Fahrbahnen
| von    | nach   | Länge  | Fahrspuren                           |
| ------ | ------ | ------ | ------------------------------------ |
| Pangyo | Pangyo | 128 km | mindestens 2 × 4; stellenweise 2 × 5 |